# Kašt
Kašt is een plaats in de gemeente Ozalj in de Kroatische provincie Karlovac. De plaats telt 78 inwoners (2001).